# Callichromopsis albosignatus
Callichromopsis albosignatus là một loài bọ cánh cứng trong họ Cerambycidae.